# 柴田三千雄
柴田 三千雄（しばた みちお、1926年(大正15年)10月1日 - 2011年(平成23年)5月5日）は、日本の西洋史学者。専門はフランス革命史。東京大学名誉教授。

## 経歴
出生から修学期
1926年10月1日、京都市で生まれた。東京大学文学部西洋史学科で学び、1948年に卒業。
西洋史研究者として
1957年に東京大学文学部西洋史助教授に就いた。1968年に教授昇格。在任中は同大学文学部学部長も務めた。1987年に東京大学を定年退官し、名誉教授となった。その後はフェリス女学院大学教授を務めた。学界では史学会理事長を務めた。2011年5月5日、肺炎のため死去。84歳没。

## 受賞・栄典
- 1992年：紫綬褒章を受章。

## 研究内容・業績
専門は西洋史で、フランス革命の研究を中心とする社会史、政治史。高校教科書『世界の歴史』『新世界史』『現代の世界史』の編集執筆者でもあった。

## 著作

### 単著
- 『フランス絶対王政論』御茶の水書房 1960
- 『バブーフの陰謀』岩波書店 1968
- 『パリ・コミューン』中央公論社(中公新書) 1973
- 『近代世界と民衆運動』岩波書店 1983
  - 再版 岩波モダンクラシックス 2001
- 『パリのフランス革命』東京大学出版会 1988
- 『フランス革命』岩波書店 1989
  - 文庫化 岩波現代文庫 2007
- 『フランス史10講』岩波書店(岩波新書) 2006
- 『フランス革命はなぜ起こったか：革命史再考』福井憲彦・近藤和彦共編、山川出版社 2012

### 共編著
- 『岩波講座 世界歴史』(全31巻) 企画編集、1969-1971
- 『近代イギリス史の再検討』松浦高嶺共著、御茶の水書房 1972
- 『近代史における政治と思想』成瀬治共著、山川出版社 1977
- 『カレンダー世界史：一日一史話』岩波書店(岩波ジュニア新書) 1982
- 『箕作元八・滞欧「箙梅日記」』井手文子共著、東京大学出版会 1984
- 『世界現代史』木谷勤共著、山川出版社 1985
- 『シリーズ 世界史への問い』(全10巻) 板垣雄三・川北稔・小谷汪之・二宮宏之・後藤明・浜下武志共著、岩波書店 1989-1991
- 『フランス史』(全3巻) 樺山紘一・福井憲彦共著、山川出版社 1995-1996

### 訳書
- 『フランス革命と農民』ジョルジュ・ルフェーヴル著、未來社 1956
- 『1789年：フランス革命序論』ジョルジュ・ルフェーヴル著、岩波書店 1975
  - 文庫化 岩波文庫 1998